# Ancretiéville-Saint-Victor
Ancretiéville-Saint-Victor è un comune francese di 363 abitanti situato nel dipartimento della Senna Marittima nella regione della Normandia.

## Geografia fisica
Si tratta di un villaggio agricolo situato nel Pays de Caux, a circa 17 miglia (27 km) a nord dell'incrocio tra le strade D253 e D103. L'autostrada A29 passa per il centro del comune.

## Storia
Il comune nacque dalla fusione dei comuni di Ancretiéville-l'Esneval, Saint-Victor-la-Campagne e di Frettemeule con ordinanza reale del 30 luglio 1823.

## Società

### Evoluzione demografica
Abitanti censiti

## Monumenti e luoghi d'interesse
- La chiesa di St. Victor, datata al XVII secolo.
- La chiesa di St. Pierre, datata all'XI secolo.
- Il parco ed il castello di St. Victor, datato al XVIII secolo.